# Johann Zoffany

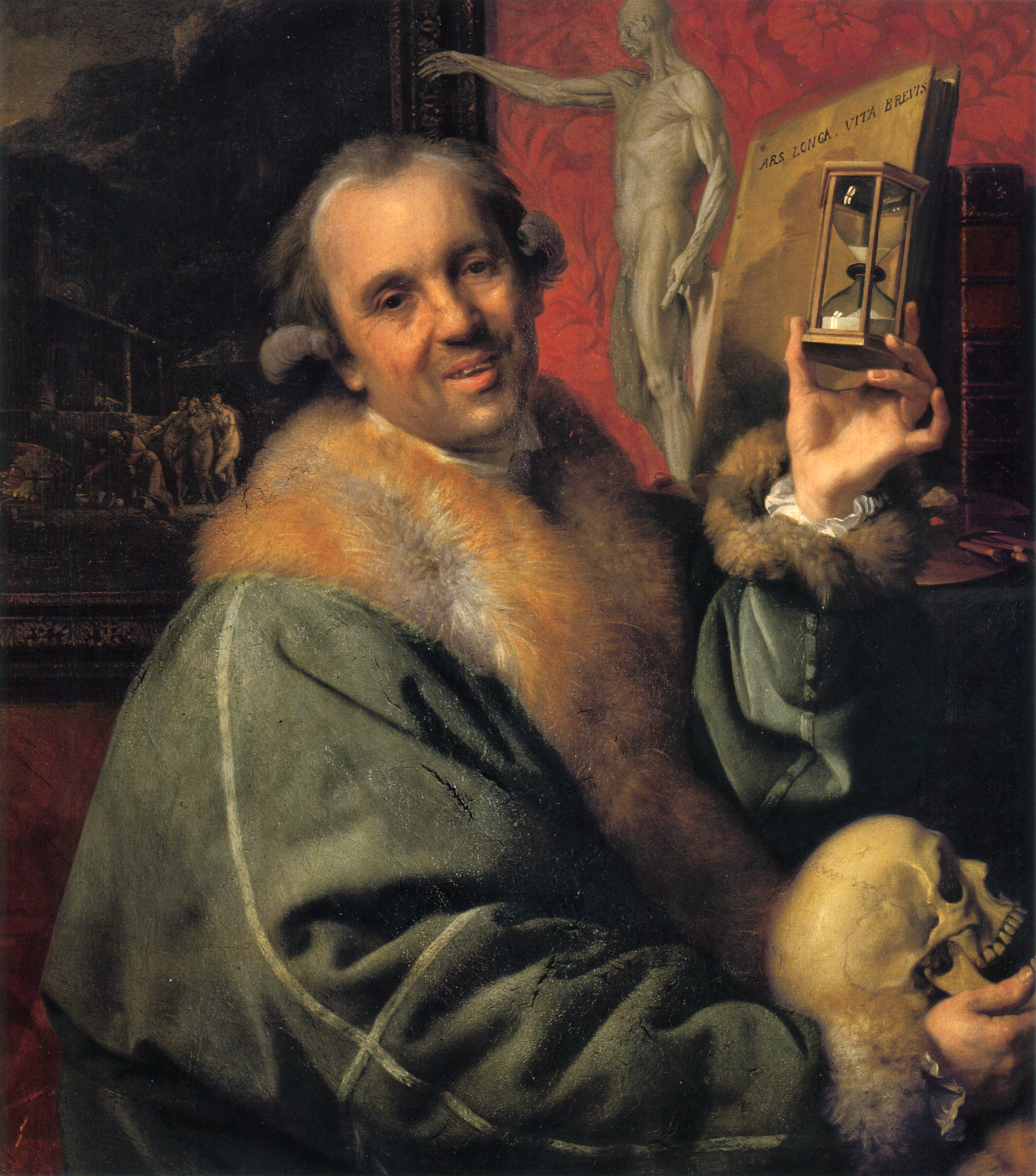
Selbstporträt, um 1776. Uffizien, Florenz

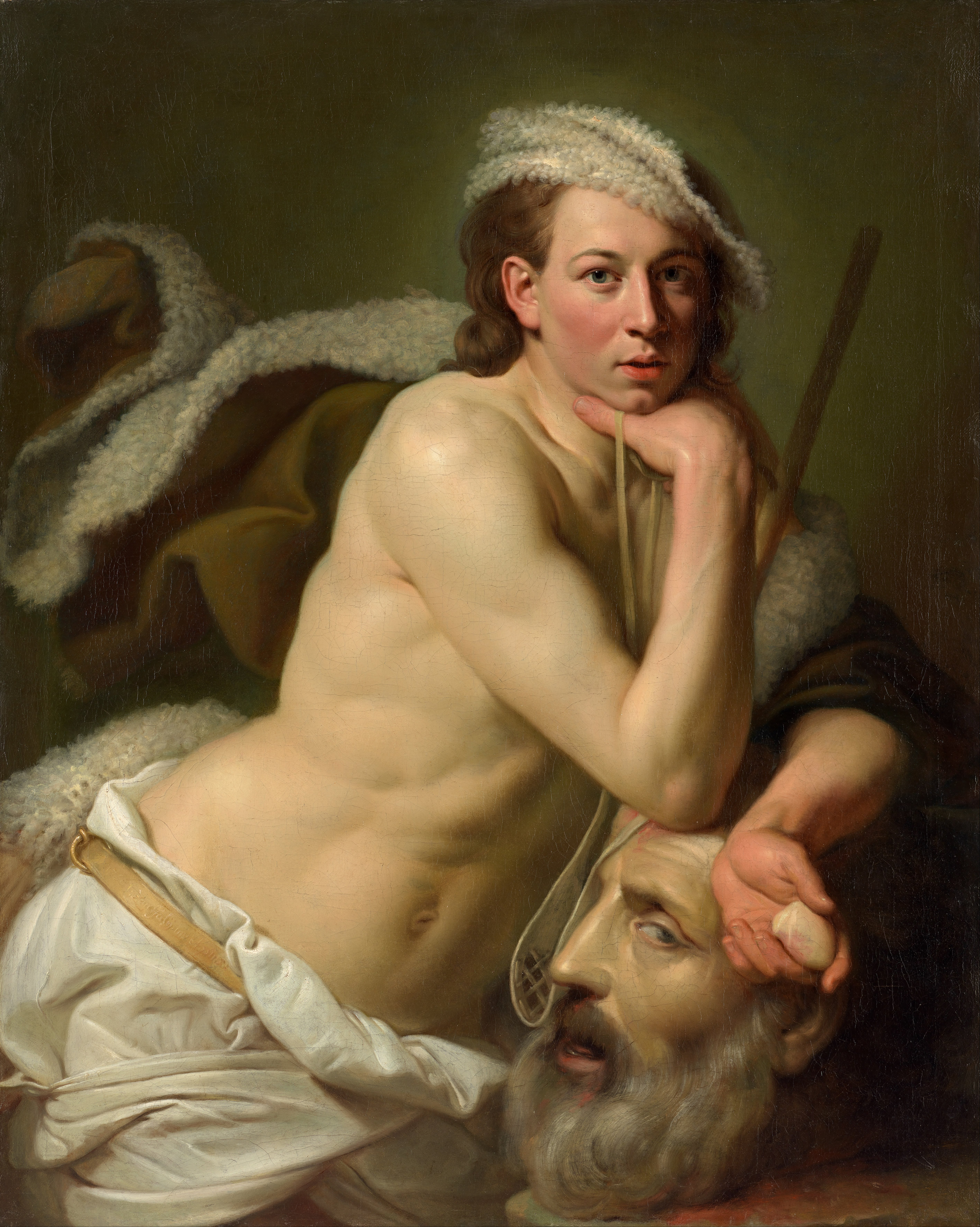
Selbstporträt als David mit dem Kopf Goliaths, um 1756. National Gallery of Victoria, Australien

Johann Zoffany, auch Zoffani oder Johannes Josephus Zauffely (* 13. März 1733 in Frankfurt am Main; † 11. November 1810 in Strand-on-the-Green, London) war ein britischer Maler deutscher Herkunft.

## Leben
Johann Joseph Zoffany war der Sohn des aus Böhmen stammenden und beim Fürsten von Thurn und Taxis in Frankfurt tätigen Hofbaumeisters Anton Franz Zoffany († 1772). Beim Umzug des Hofes 1748 von Frankfurt nach Regensburg kam er mit seinem Vater nach Regensburg; hier arbeitete er in der Werkstatt des Regensburger Kunstmalers Martin Speer im Brixner Hof und heiratete eine Regensburgerin. Er war Schüler von Francesco Solimena und studierte später in Rom bei Agostino Masucci.
1760 ging Zoffany mit 27 Jahren nach London. Dort wurde er ein Schützling des berühmten Schauspielers David Garrick und malte überwiegend Theaterszenen. Garrick stellte Zoffany dem damaligen König George III. vor, der ihm die Aufträge erteilte seine Familie zu malen. Zoffany nahm die Form des Konversationsbildes auf und erlangte dadurch die Gunst des Königs. Er war der erste Maler, der die königliche Familie in ungezwungener Atmosphäre porträtieren durfte. 1768 war er Gründungsmitglied der neu gegründeten königlichen Kunstakademie, der Royal Academy of Arts.
Am 19. Dezember 1763 wurde Zoffany Mitglied im Bund der Freimaurer (The Old King’s Lodge No 28). 1776 bis 1779 lebte er in Italien, überwiegend in Florenz. 1783 zog er nach Kalkutta und porträtierte dort unter anderem Generalgouverneur Warren Hastings. 1789 kehrte er nach London zurück, geriet bei den Andamanen in einen Schiffbruch, und wurde „zum ersten und einzigen Mitglied der Königlichen Akademie, der Kannibale wurde“.
In England schaffte er es nicht, an seinen früheren Erfolg anzuknüpfen.

## Werke (Auswahl)
- David Garrick as Jaffier and Susannah Maria Cibber as Belvidera (im Theaterstück Venice Preserv’d)
- David Garrick in Vanbrugh’s Provoked Wife, Theatre Royal, Drury Lane (1763)
- Porträt des Sir Lawrence Dundas und seines Enkels Lawrence
- The Third Duke of Richmond out Shooting with his Servant, (ca. 1765)
- George III, Queen Charlotte and their six eldest Children (1770), The Royal Collection, London
- George III (1771), The Royal Collection, London
- The Tribuna of the Uffizi (1772-78), The Royal Collection, Windsor Castle
- William Palmer and his Family (1785), Oriental and India Office Collection, British Library, London

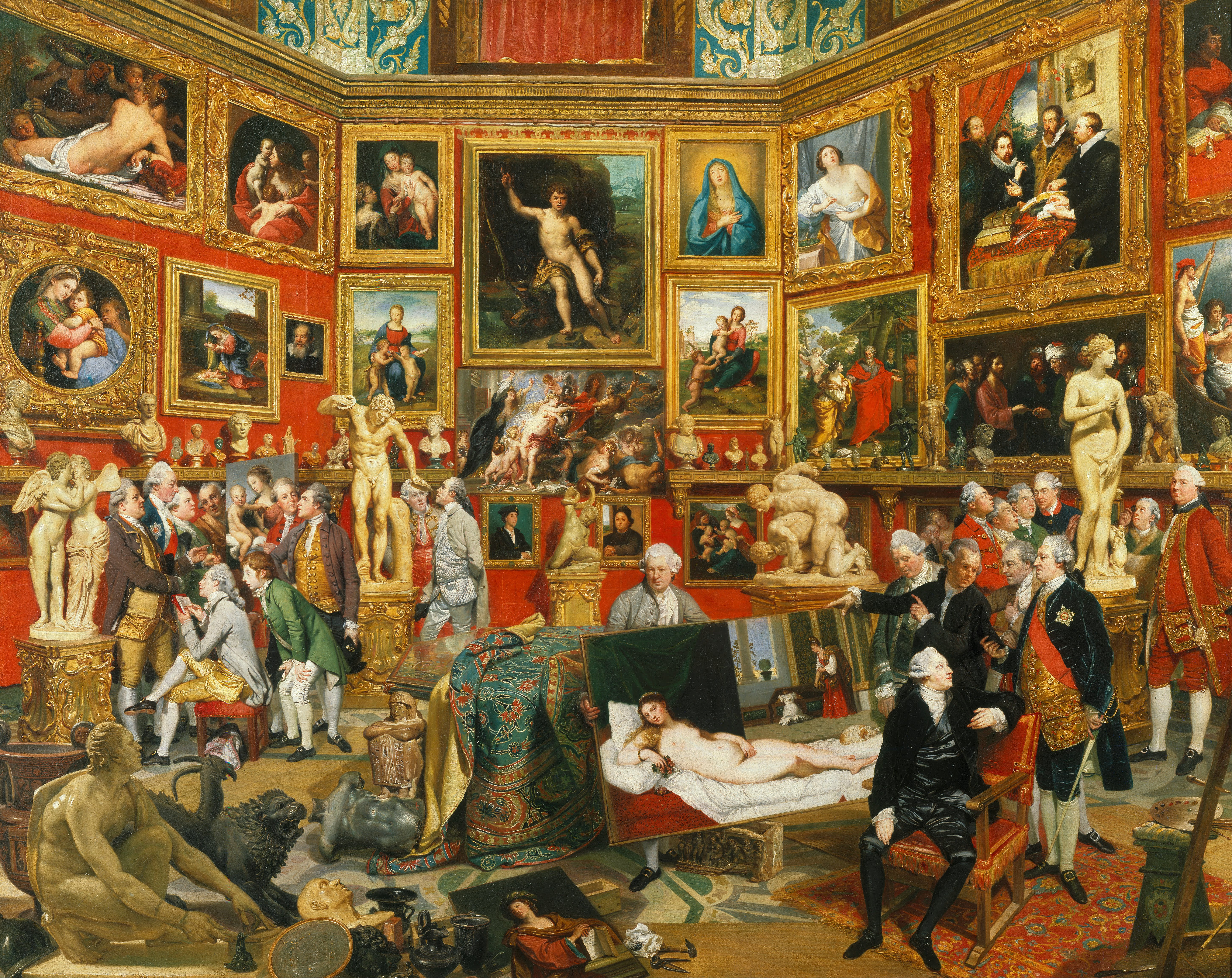
The Tribuna of the Uffizi
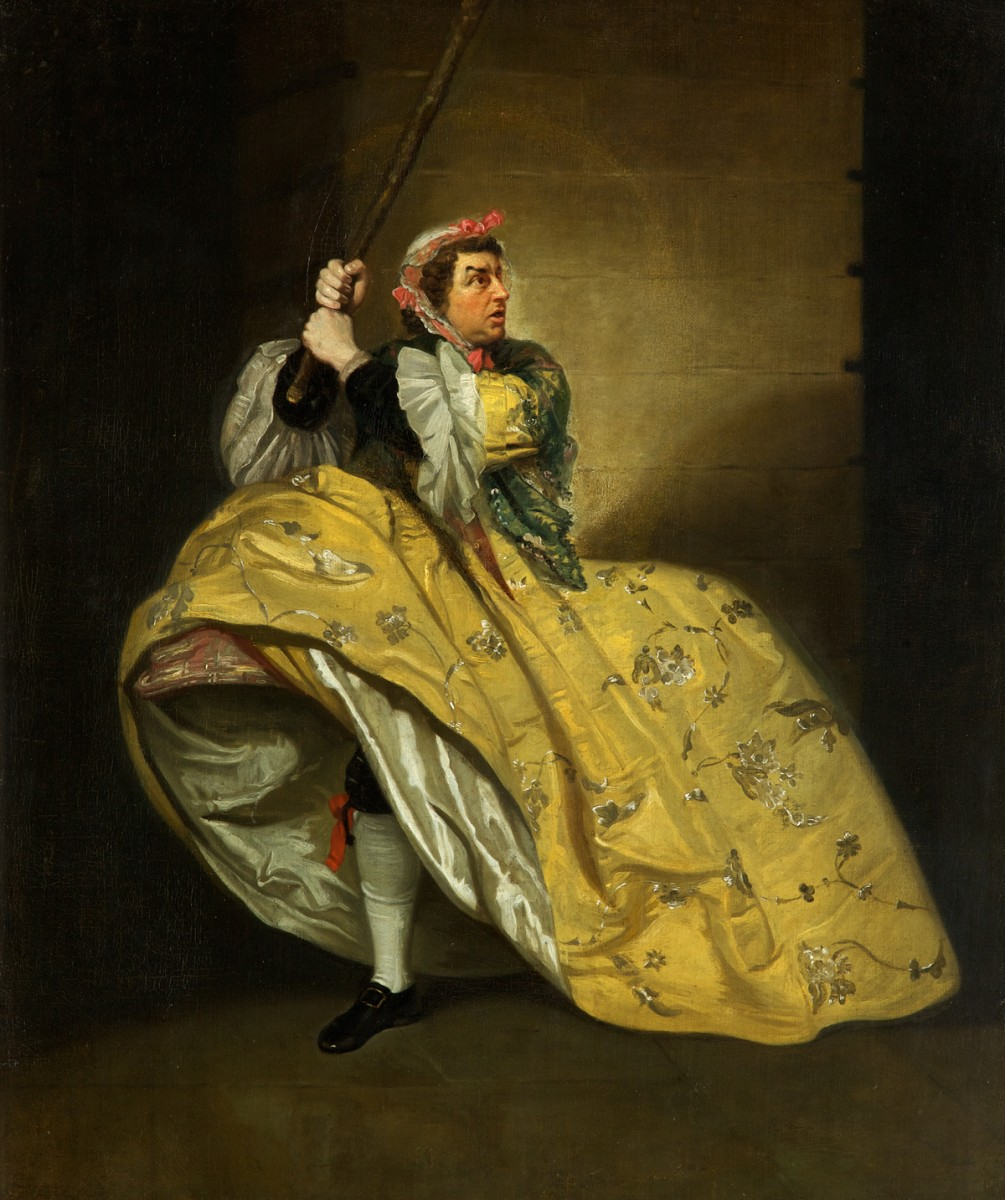
Garrick in Provoked Wife
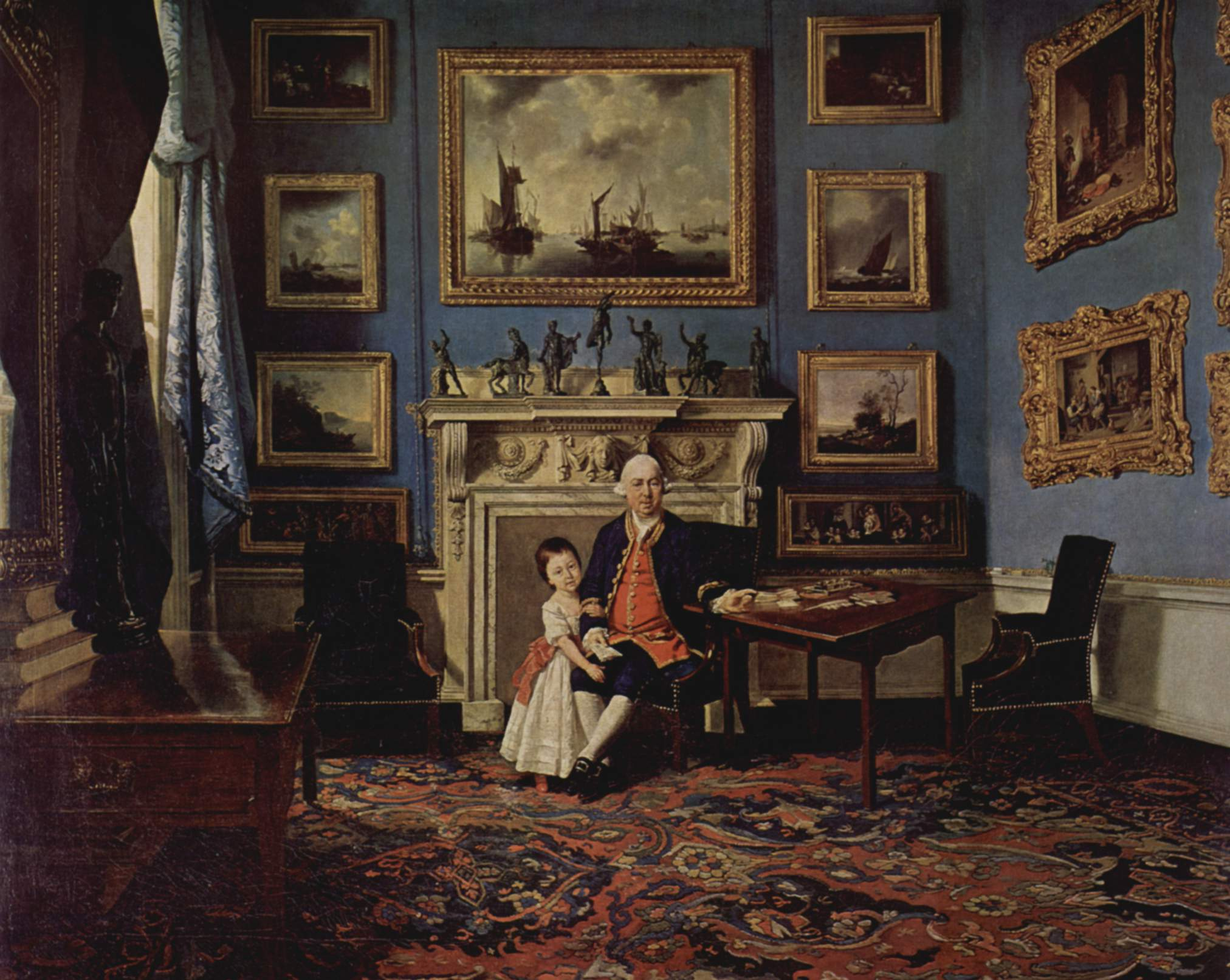
Porträt des Sir Lawrence Dundas und seines Enkels Lawrence
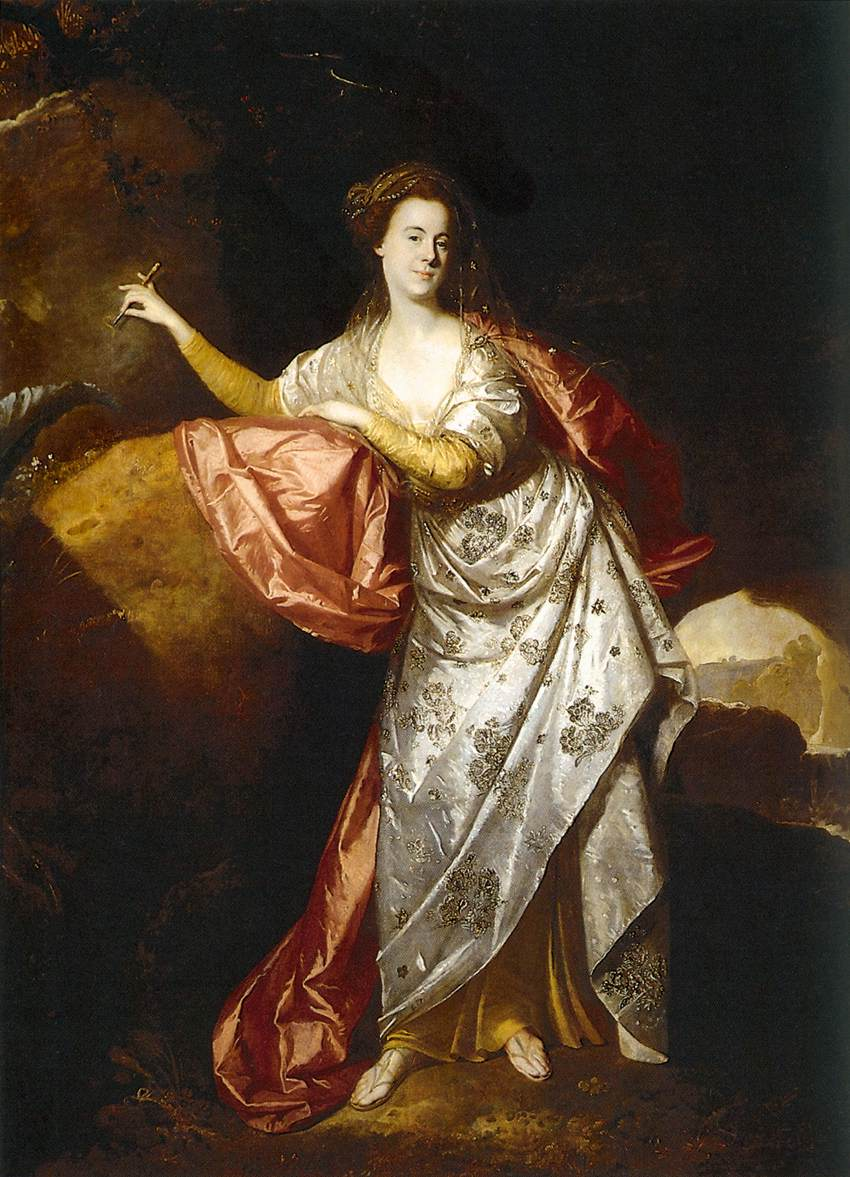
Miranda
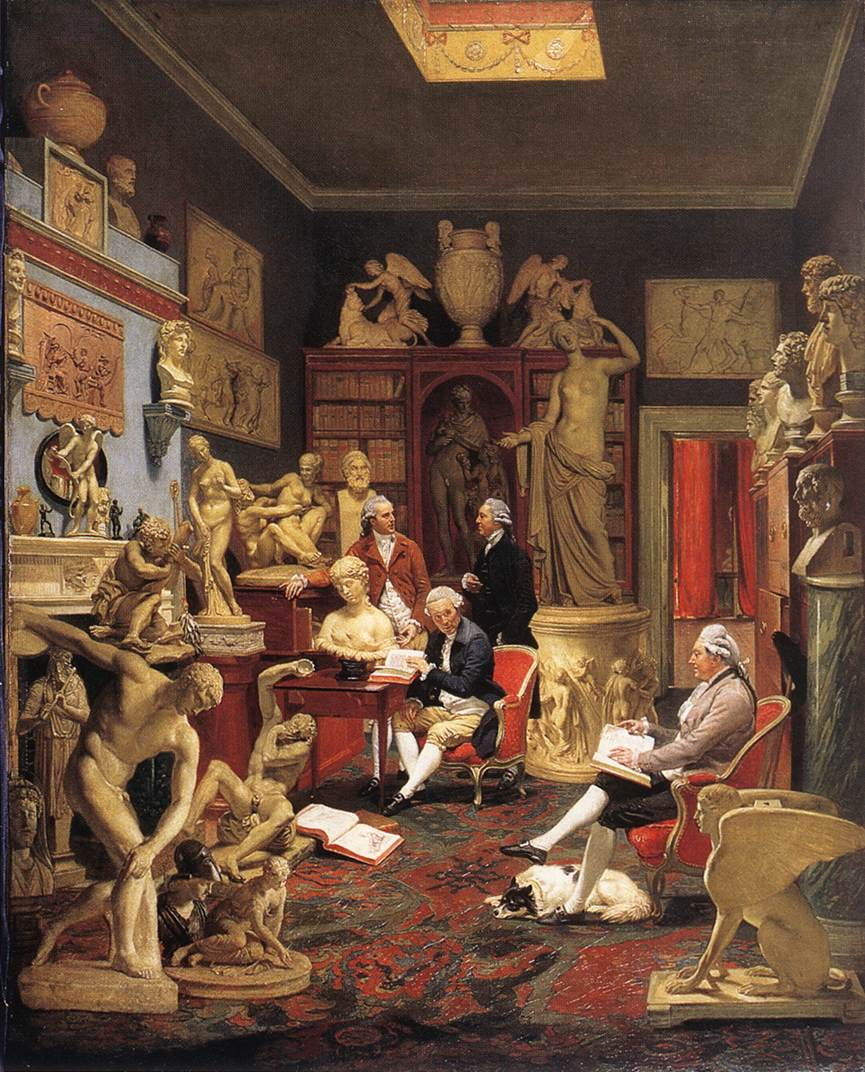
Charles Townley in his Sculpture Gallery, 1782